# Keersstraat
De Keersstraat is een straat in Brugge,

## Beschrijving
De Keersstraat ligt ten noordoosten van de Grote Markt. De eerste plek waar misdadigers werden terechtgesteld, het eerste Galgenveld dus, bevond zich net buiten het grafelijk en stedelijk domein op de Burg. Graaf Robrecht I de Fries liet er in 1080 een kapel bouwen, toegewijd aan de heilige Petrus. Onder de kerk bevond zich een crypte gewijd aan de verering van de heilige Catharina, patrones van de pottenbakkers. Ook het gilde van pijl- en boogmakers hield er zijn plechtigheden. Vanaf 1321 hield de Kruisbooggilde van Sint-Joris zijn godsdienstige plechtigheden in de Sint-Pieterskapel. In 1389 werd ze door brand verwoest en herbouwd. Er werden twee kleine kapellen aangebouwd, toegewijd aan de heiligen Barbara en Martinus.
Vanaf een onbepaalde datum liet het ambacht van de kaarsenmakers of keersgieters zijn kerkelijke diensten in deze kapel doorgaan. Op de plek waar de in de Geuzentijd verdwenen kapel van Sint-Martinus had gestaan, bouwden ze in 1615 hun ambachtshuis. Dat huis is grotendeels bewaard.
In 1723 werd de kapel afgebroken en herbouwd volgens het ontwerp en onder het toezicht van Hendrik Pulinx. De kaarsgieters hielden er verder hun kerkelijke diensten tot op het einde van het ancien régime. Dat ze hun naam aan de straat gaven, die voordien Galgenveld had geheten, was logisch.
Toen de kapel aan de eredienst werd onttrokken, kreeg ze de naam het Keerske en werd voor uiteenlopende activiteiten gebruikt. In de negentiende eeuw was het een schrijnwerkersatelier en lang een café-chantant. In de 20ste eeuw werd het de zetel en het vergaderlokaal van de Koninklijke Gidsenbond en van de Kring voor Overzeese en Maritieme Belangen. Op het einde van die eeuw werd de kapel grondig gerestaureerd. Bij die gelegenheid werden twee niet-beschermde huisjes die er in 1700 en 1716 waren tegenaan gebouwd in de Philipstockstraat, afgebroken. De kapel werd opnieuw in gebruik genomen voor de eredienst, enerzijds door de Nederlands Hervormde Kerk, anderzijds door de Anglicaanse kerk.